# Wapen van Hogebeintum

Wapen van Hogebeintum

Het wapen van Hogebeintum is het dorpswapen van het Nederlandse dorp Hogebeintum, in de Friese gemeente Noardeast-Fryslân. Het wapen werd in 2018 geregistreerd.

## Beschrijving
De blazoenering van het wapen luidt als volgt:
In goud een rode kerk met zadeldaktoren, gezien van de westkant, staande op een groene terp, in het schildhoofd vergezeld rechts van een ruit en links van een leeuw, beide van zwart; het groen beladen met een gouden fibula, bestaande uit een rechthoekige kopplaat, een grote ronde knop als middengedeelte en een gelobde voet; op de kopplaat twee, op de knop een en op de voet vijf halve bollen in reliëf.
De heraldische kleuren zijn: goud (goud), keel (rood), sinopel (groen) en sabel (zwart).

## Symboliek
- Terp: duidt op de terp waar het dorp op gelegen is, de hoogste terp van Nederland.[1]
- Kerk: beeldt de kerk van Hogebeintum uit.[1]
- Ruit: ontleend aan het wapen van het geslacht Van Nijsten, dat de plaatselijke Harsta State bewoonde. Voor leden van deze familie hangen meerdere rouwborden in de plaatselijke kerk.[1]
- Leeuw: afkomstig van het wapen van de familie De Schepper, eveneens eigenaar van de Harsta State.[1]
- Fibula: verwijst naar de fibula die in de terp van het dorp aangetroffen werd.[1]

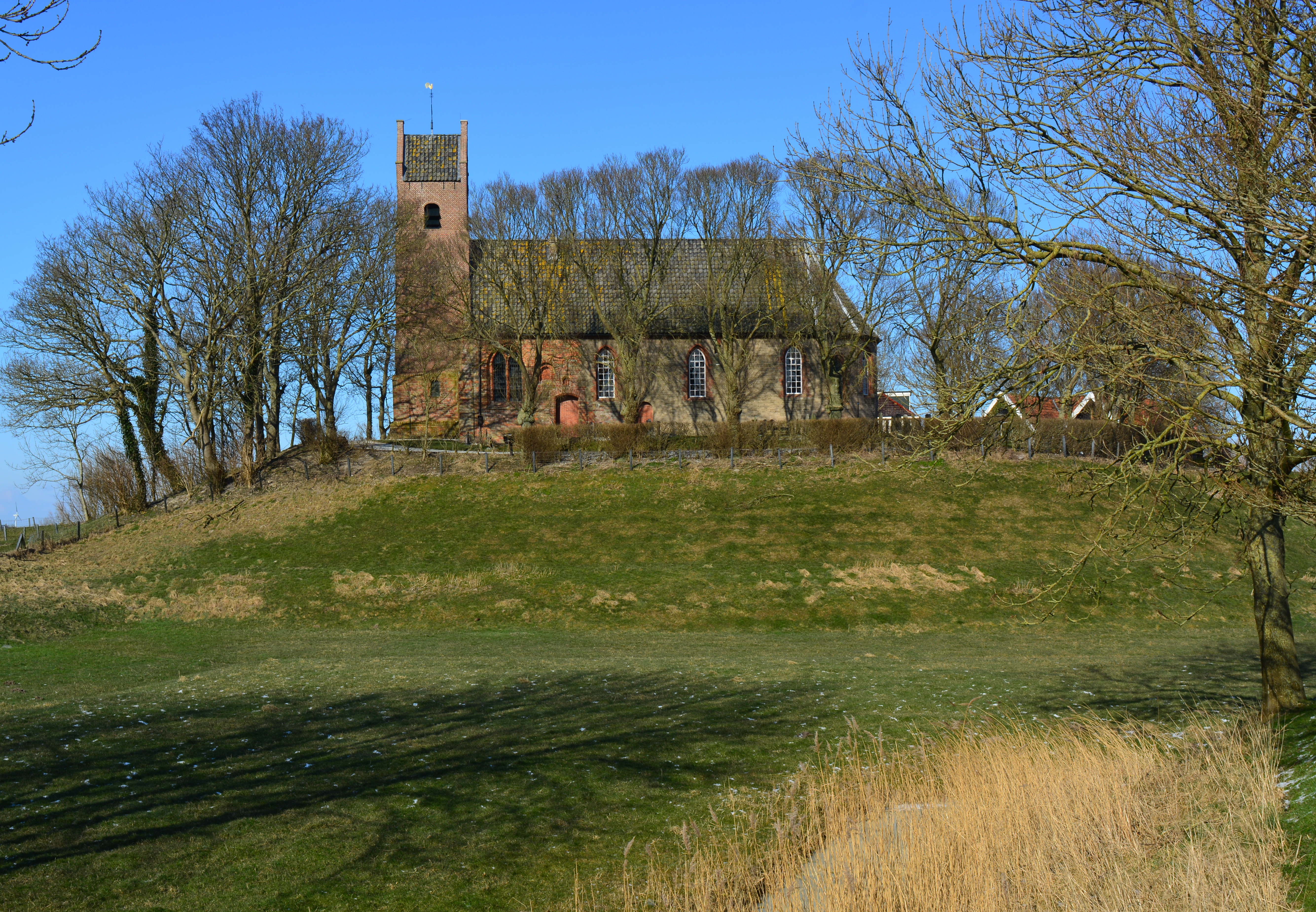
De kerk van Hogebeintum op de terp.
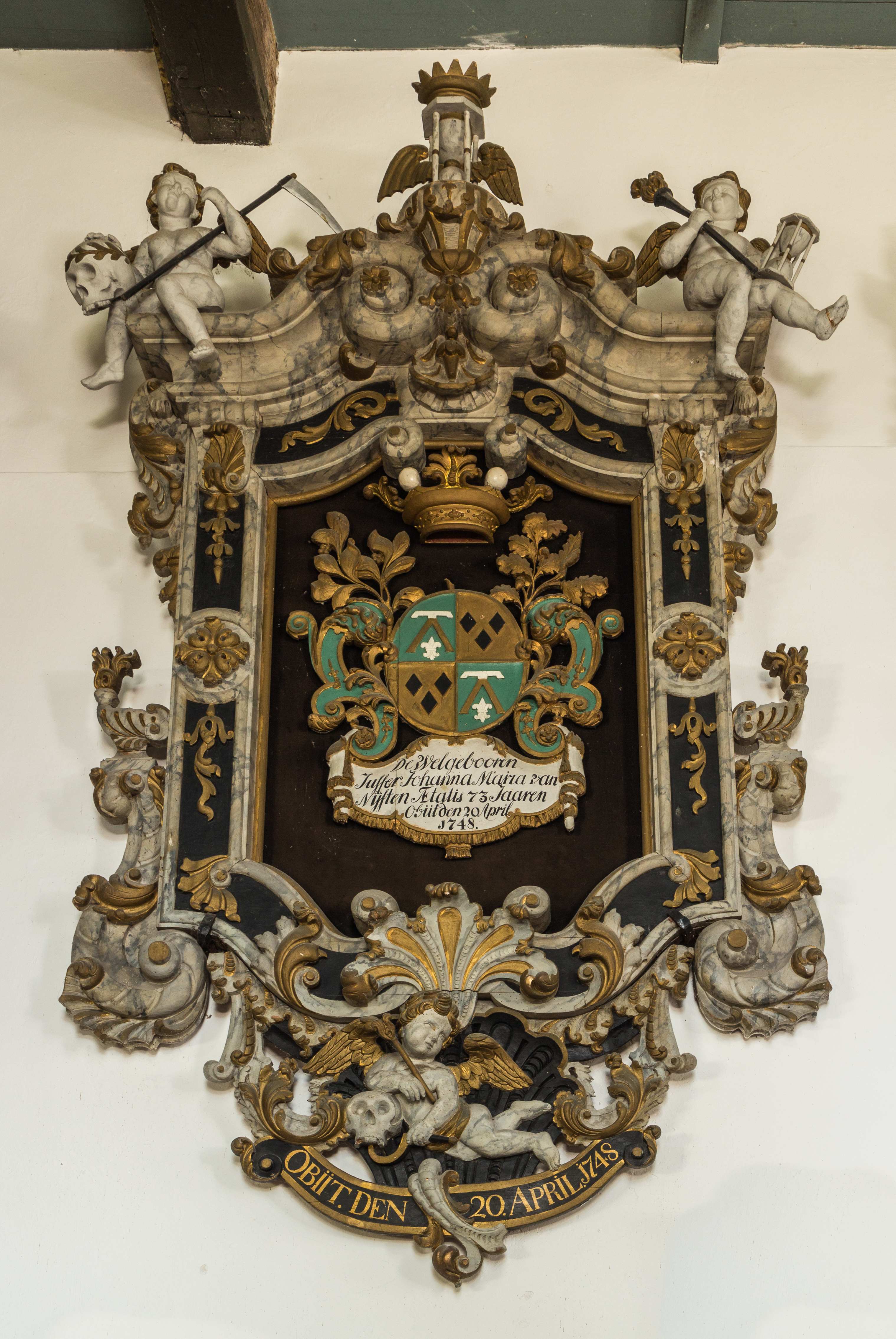
Rouwbord in de kerk van Hogebeintum voor Johanna Maria van Nijsten.
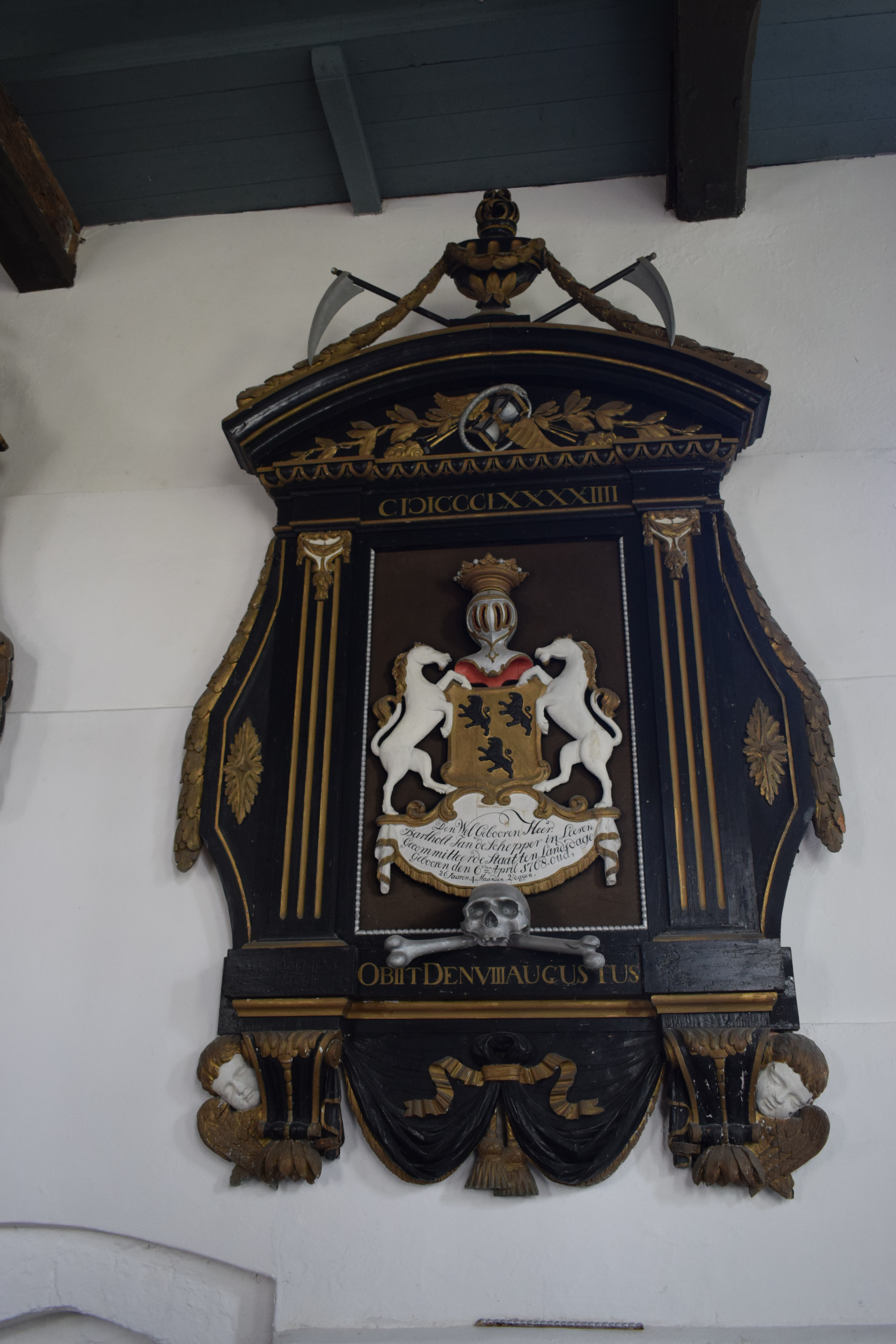
Rouwbord in de kerk van Hogebeintum voor Imilius Josinus de Schepper.
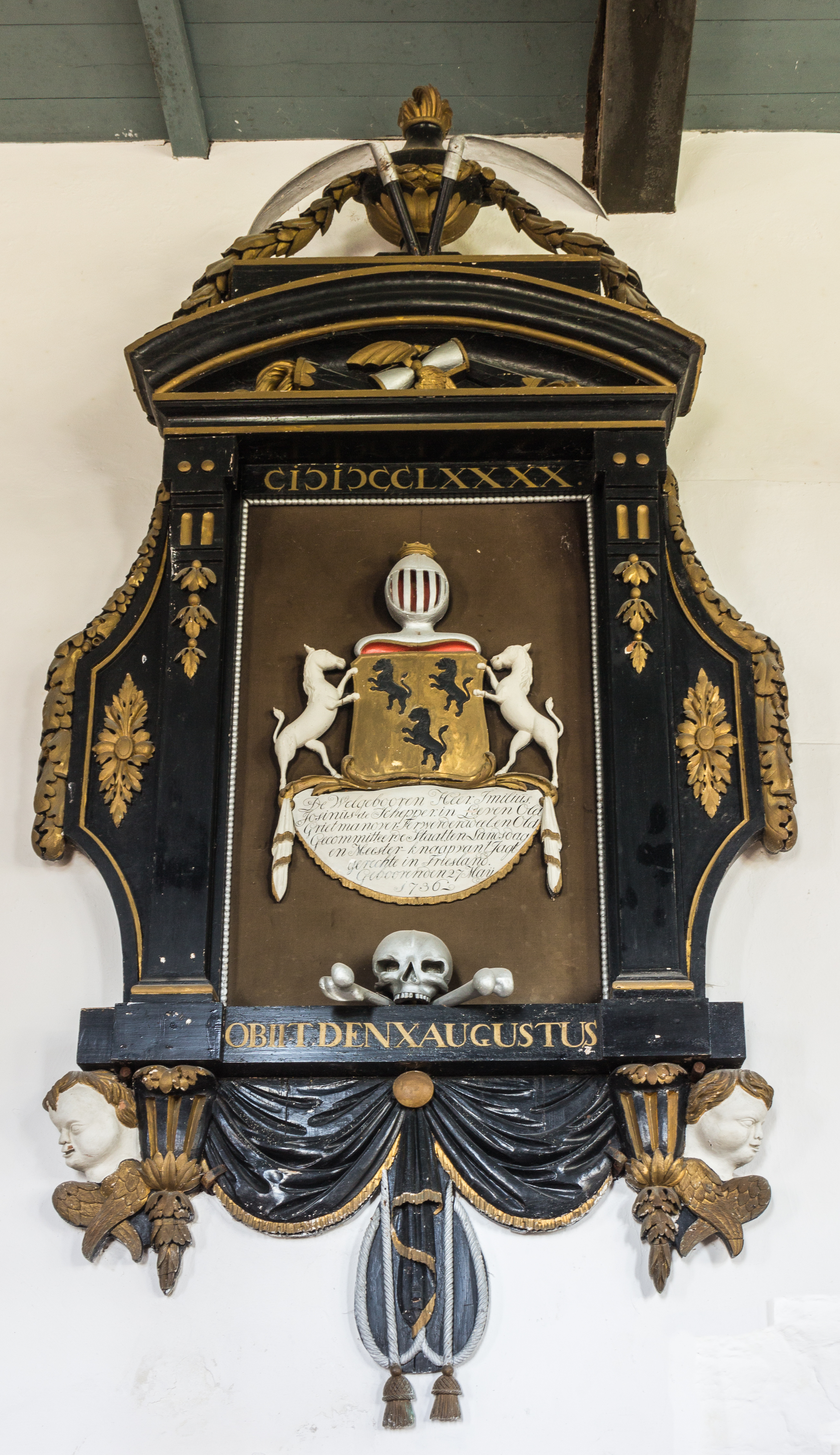
Rouwbord (Rouwkas)

## Zie ook

Vlag van Hogebeintum